# Criomorphus borealis
Criomorphus borealis är en insektsart som först beskrevs av Sahlberg 1871.  Criomorphus borealis ingår i släktet Criomorphus och familjen sporrstritar. Arten är reproducerande i Sverige. Inga underarter finns listade i Catalogue of Life.